# Watertown (Minnesota)
Watertown és una població dels Estats Units a l'estat de Minnesota. Segons el cens del 2000 tenia 3.029 habitants.

## Demografia
Segons el cens del 2000, Watertown tenia 3.029 habitants, 1.078 habitatges, i 775 famílies. La densitat de població era de 696,1 habitants per km².
Dels 1.078 habitatges en un 40,3% hi vivien nens de menys de 18 anys, en un 57,3% hi vivien parelles casades, en un 9,7% dones solteres, i en un 28,1% no eren unitats familiars. En el 24,1% dels habitatges hi vivien persones soles l'11,3% de les quals corresponia a persones de 65 anys o més que vivien soles. El nombre mitjà de persones vivint en cada habitatge era de 2,71 i el nombre mitjà de persones que vivien en cada família era de 3,22.
Per edats la població es repartia de la següent manera: un 29,2% tenia menys de 18 anys, un 8% entre 18 i 24, un 31,2% entre 25 i 44, un 17,8% de 45 a 60 i un 13,9% 65 anys o més.
L'edat mediana era de 34 anys. Per cada 100 dones de 18 o més anys hi havia 92,4 homes.
La renda mediana per habitatge era de 47.500 $ i la renda mediana per família de 56.136 $. Els homes tenien una renda mediana de 37.277 $ mentre que les dones 27.083 $. La renda per capita de la població era de 18.918 $. Entorn del 4,4% de les famílies i el 6,3% de la població estaven per davall del llindar de pobresa.

## Poblacions més properes
El següent diagrama mostra les poblacions més properes.